# Cipriano e Giustina
Cipriano e Giustina (morti a Nicomedia il 26 settembre 302) sono stati due martiri cristiani, venerati come santi dalla Chiesa cattolica e da quella ortodossa: il primo fu, secondo la tradizione, vescovo di Antiochia (pertanto è stato spesso confuso coll'omonimo vescovo di Cartagine); la seconda era una vergine, la cui vicenda può aver contribuito a creare la leggenda agiografica di santa Giustina da Padova.

## Agiografia

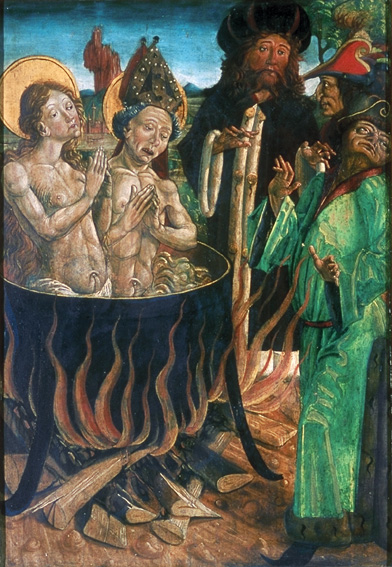
Il martirio di Cipriano e Giustina

Gli studiosi più antichi non dubitarono che Cipriano fu un autentico vescovo e martire di Antiochia; altri, invece, pensano che egli non sia mai esistito come personaggio storico, ma sia stato creato dalla confusione coll'omonimo famoso vescovo di Cartagine. 
In effetti le fonti, sebbene antiche, contengono evidenti contraddizioni. Già nel sermone di Gregorio Nazianzeno pronunziato in onore di san Cipriano emergono confusioni tra le vicende di un Cipriano mago ad Antiochia con quelle di Cipriano di Cartagine: errore ripetuto anche da Prudenzio che vi accenna nel suo carme in onore di san Cipriano di Cartagine (Peristephanon, XIII, 21-34). 
Più precise, ma non per questo attendibili, sono le informazioni che provengono da un componimento poetico dell'imperatrice Eudossia scritto verso la metà del V secolo che ebbe larghissima diffusione nell'antichità e nel Medioevo.
Giustina, figlia di un sacerdote pagano, era una fanciulla gentile d’animo e di modi, bella d’aspetto e nobile di carattere: ascoltando le prediche del diacono Paralio, si convertì al cristianesimo e, insieme con i genitori Edesio e Cledonia, ricevette il battesimo dal vescovo Ottato, mentre il padre veniva ordinato presbitero. 
Il giovane pagano Aglaide, innamoratosi di Giustina, la chiese in sposa, ma ella rifiutò perché aveva scelto la verginità; Aglaide prima tentò di rapirla, poi ricorse ai sortilegi del noto mago Cipriano, iniziato ai misteri di Mitra e Demetra, capace di evocare milizie di demoni. 
Giustina, che trascorreva il suo tempo in preghiera e in digiuno, cacciava il demonio mandato per magia con un semplice soffio della sua bocca e con il segno della Croce. Il demonio confessò che il segno di croce era più potente di lui e Cipriano ne fu profondamente turbato: allora si fece il segno della croce anche lui e in questo modo si liberò dall’oppressione di Satana; rinunziò ai suoi incantesimi, consegnò al vescovo tutti i suoi libri di magia e si dichiarò cristiano; infine, persuaso da un certo Timoteo che gli fece conoscere la misericordia di Dio, confessò pubblicamente tutti i suoi delitti e misfatti. Cipriano fu così accolto nella Chiesa e divenne in successione diacono, sacerdote e, infine, vescovo di Antiochia, mentre Giustina divenne diaconessa di un convento.
Poi durante la persecuzione di Diocleziano, Cipriano fu arrestato insieme con la vergine Giustina dal prefetto Entolmio ed entrambi portati a Damasco, dove furono torturati: Cipriano venne scarnificato, mentre Giustina flagellata. Il giorno dopo ambedue furono immersi in una caldaia di pece bollente, ma ne uscirono illesi. Poiché la loro fede non venne mai meno, furono portati davanti a Diocleziano a Nicomedia, dove al suo comando vennero decapitati sulla riva del fiume Gallo. La stessa sorte toccò a un cristiano, Teoctisto, che osservando la fede di Cipriano, dichiarò di essere egli stesso un cristiano. 
Era l’anno 302 (o 304). I loro corpi sono gettati in pasto alle fiere, ma queste non li toccano: poi i cadaveri, rimasti insepolti per sei giorni, vennero portati da marinai cristiani a Roma, dove sono stati sepolti nella tenuta di una matrona di nome Rufina e in seguito furono sepolti nella basilica di Costantino.
A Cipriano è stato attribuito il Libro di san Cipriano, un trattato di magia scritto in lingua portoghese.

## Culto

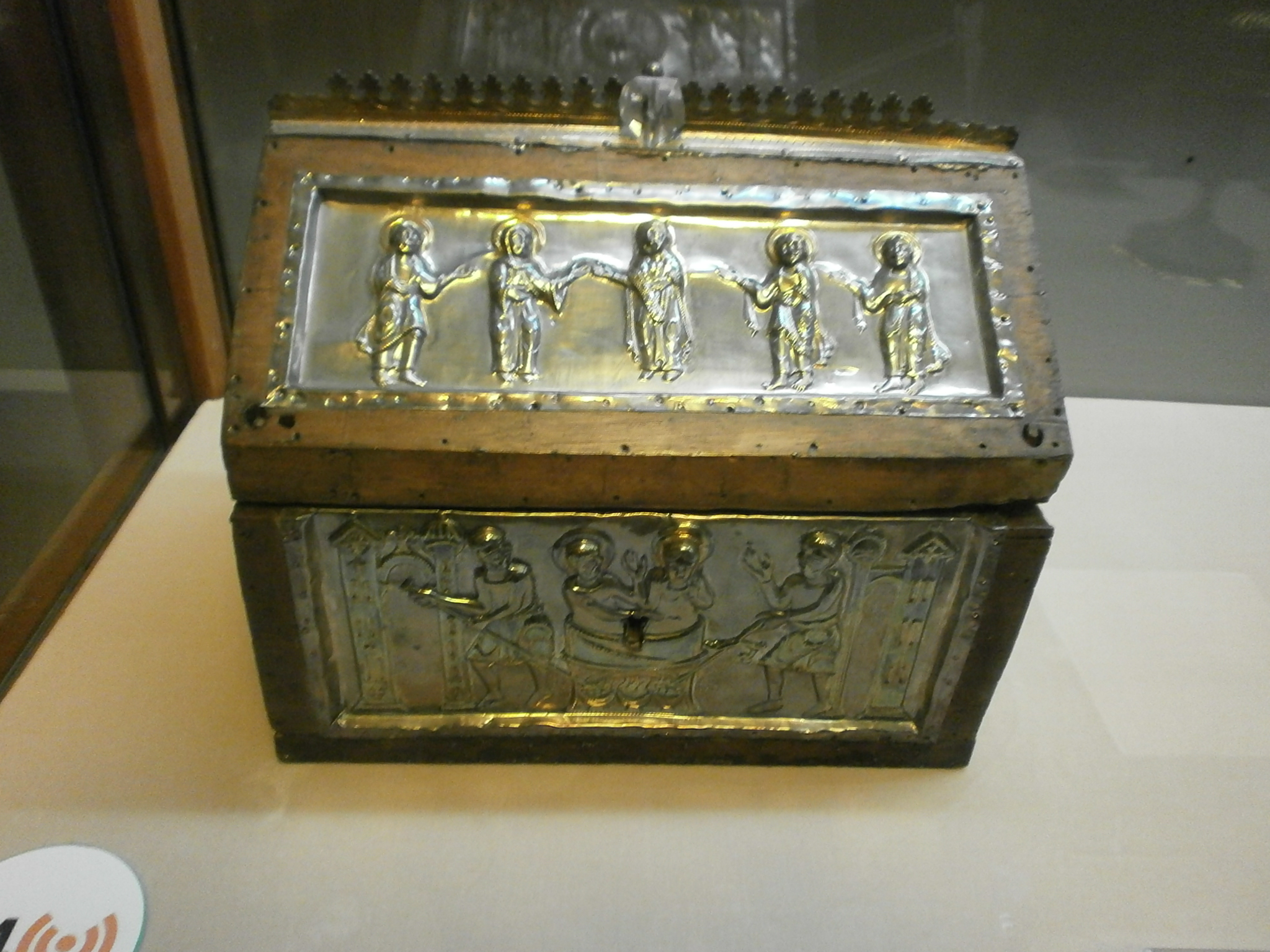
Cassettina dei santi Cipriano e Giustina (XI secolo). Civiche Raccolte d'Arte Applicata di Milano

Il martirio di Cipriano e Giustina è sconosciuto alle antiche fonti agiografiche e quindi ignorato negli antichi martirologi orientali e occidentali: non appare nel Martirologio siriaco e neppure nel Geronimiano; nessuna chiesa a Roma fu loro dedicata nell’antichità. 
Nei sinassari greci i loro nomi furono introdotti certamente dopo la divulgazione dello scritto eudossiano, mentre in Occidente per la prima volta compaiono nel Martirologio di Beda; attraverso i martirologi medievali, passarono nel Martirologio Romano del Baronio, dove sono commemorati il 26 settembre; i Greci, invece, li venerano il 2 ottobre.
Con la revisione del culto dei santi del 1969, la loro commemorazione è stato rimossa dal Martirologio a causa della mancanza di prove storiche della loro esistenza. Anche nell’ultima edizione del Martirologio Romano (2001) il loro martirio è assente. 
Le spoglie di santa Giustina riposano nella Chiesa di Sant'Antonio, a Lisbona, dopo essere state trasferite dal cimitero di San Lorenzo a Roma da papa Pio VI nel 1777.

### Il culto a Piacenza
A santa Giustina è dedicata da sempre la cattedrale di Piacenza, e forse inizialmente per il diffuso culto per la famosa santa di Padova. Nell’anno 1000 l’antipapa Giovanni Filagato casualmente ritrovò le reliquie di santa Giustina di Antiochia nella Basilica di santa Rufina a Roma e le portò in trionfo a Piacenza il 17 agosto del 1001, affinché potessero riposare nella Cattedrale intitolata alla santa: da allora in poi la santa Giustina venerata a Piacenza fu identificata con quella antiochena. 

### Nelle arti e nel folclore
- L'autore spagnolo, Pedro Calderón de la Barca, ha preso la storia come base per un dramma: ‘’El mágico prodigioso’’.
- Nel 2005, autore statunitense Tono Rondone ha pubblicato un romanzo, ‘’The martyrs’’, che è una continuazione di questa tradizione.
- Il ‘’Grande Libro di san Cipriano’’, pieno di preghiere e incantesimi, è ampiamente venduto in tutto il mondo di lingua portoghese e spagnola.
- Cipriano è un nome popolare per un grimorio nel folklore scandinavo.